# ذادوق‌آباد
ذادق ‌آباد در دهستان اسفندان در بخش مرکزی شهرستان کمیجان و در ۳۰ کیلومتری مرکز شهرستان قرار دارد و تا مرکز استان ۸۵ کیلومتر فاصله دارد.

## جمعیت
بر اساس سرشماری سال ۱۳۸۵، جمعیت این روستا ۷۲ نفر (۲۱ خانوار) بوده است